# Cap-d'Espoir
Pour le cap d'Espoir à Terre-Neuve, voir Cap d'Espoir.
Cap-d'Espoir est une localité du Québec située dans la ville de Percé en Gaspésie. Ancienne municipalité, elle est, depuis 1971, un secteur de la ville de Percé.

## Géographie
Cap-d'Espoir est au sud du village de Percé et du hameau de L'Anse-à-Beaufils.
Elle est au nord de Sainte-Thérèse-de-Gaspé et de Grande-Rivière.
La localité est accessible via la route 132.
Il y a un cap à cet endroit, haut de 15 mètres, et une anse au nord. Une plage mais surtout des falaises (soumises à l'érosion) longent le littoral.
Le territoire de Cap-d'Espoir est dans le canton de Percé. Les lots individuels ont habituellement 400 pieds de largeur par un mille de profondeur.
Les champs autrefois cultivés laissent de plus en plus la place à la plantation d'arbres.

## Toponyme
Le lieu a reçu plusieurs noms, en français et en anglais. 
Le récollet Emmanuel Jumeau le désigne « cap d'Espoir » sur sa carte en 1685. L'année suivante, l'hydrographe Jean Deshayes inscrit « cap de Désespoir » sur sa Carte de L'embouchure de la rivière de S. Laurens. On le nomme également Cape Despair en anglais. 
L'anse située au nord du cap est appelée l'anse du Cap. En anglais, c'est Cape Cove.
La paroisse de Saint-Joseph-du-Cap-Désespoir est érigée en 1860.
La municipalité de L'Anse-du-Cap est, quant à elle, érigée en 1868 et prend le nom de Cap-d'Espoir en 1935.

## Histoire
Le lieu a attiré des pêcheurs et agriculteurs tant français (Acadiens) qu'anglais (Loyalistes et Jersiais).

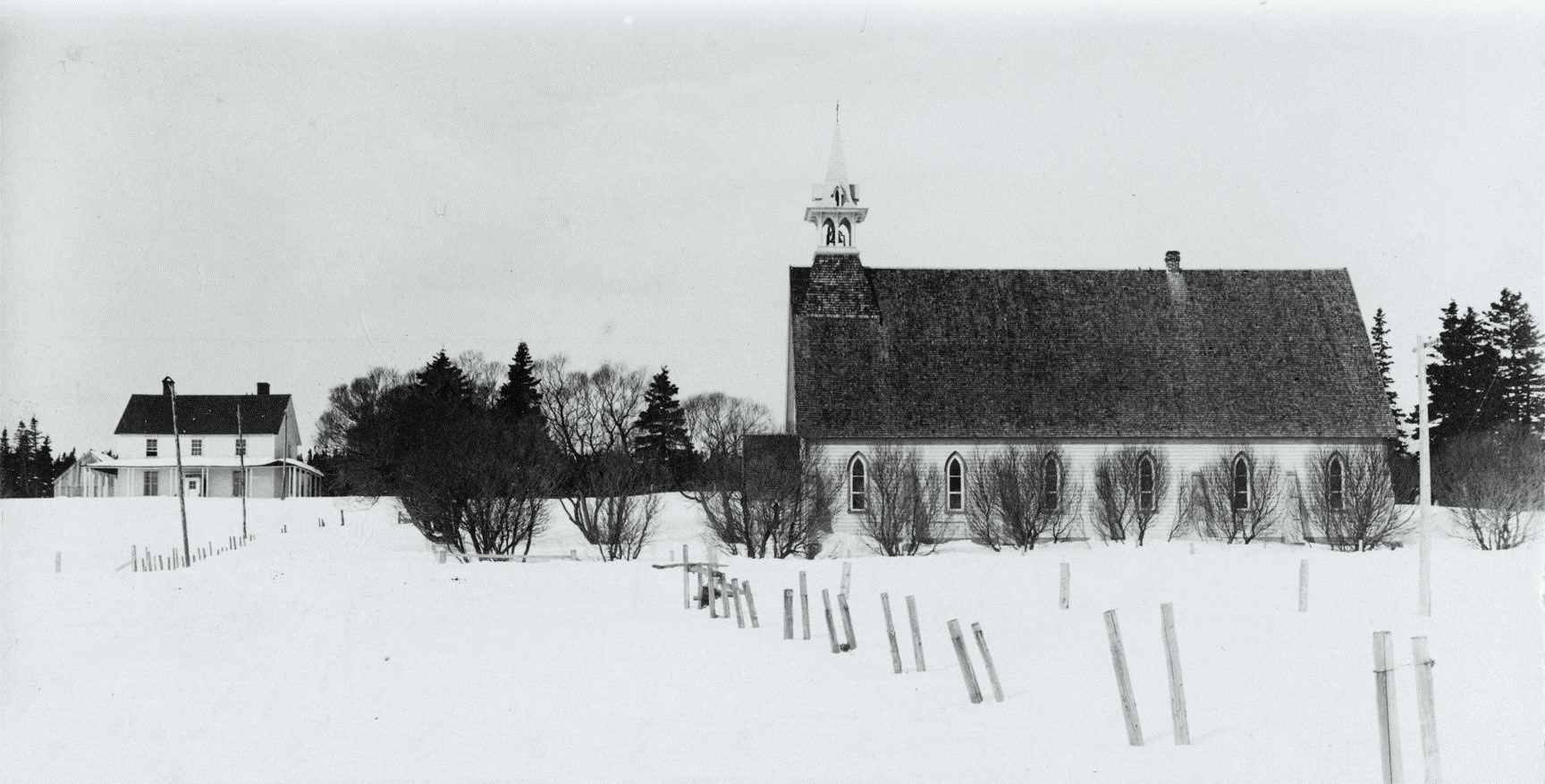
Église St. James, 1910
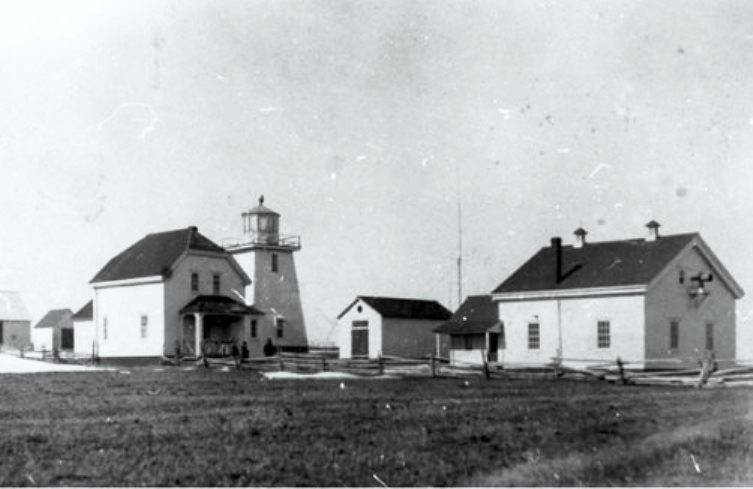
Phare, 1920
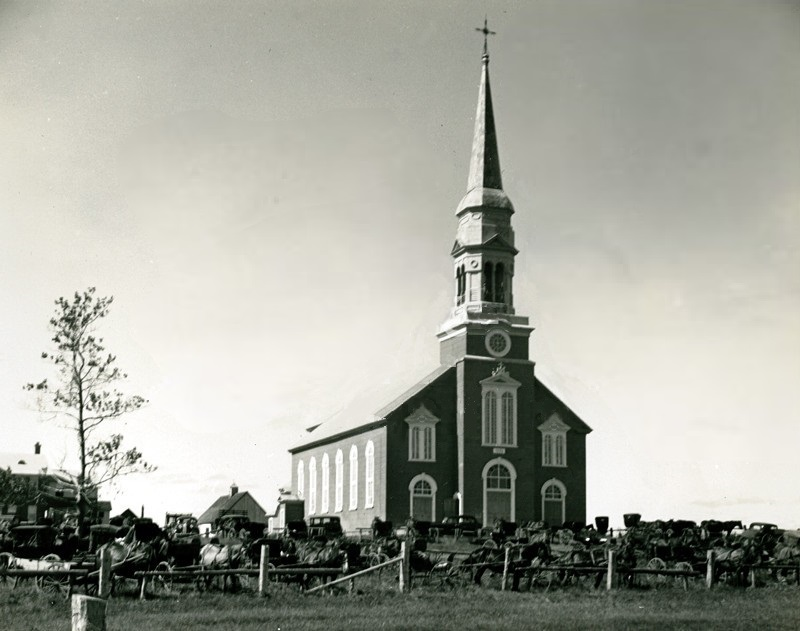
Église St-Joseph, 1930
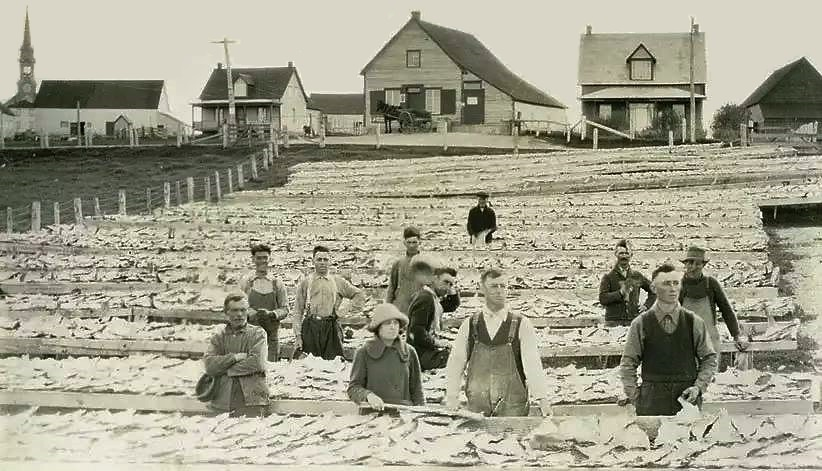
Vigneaux, 1930
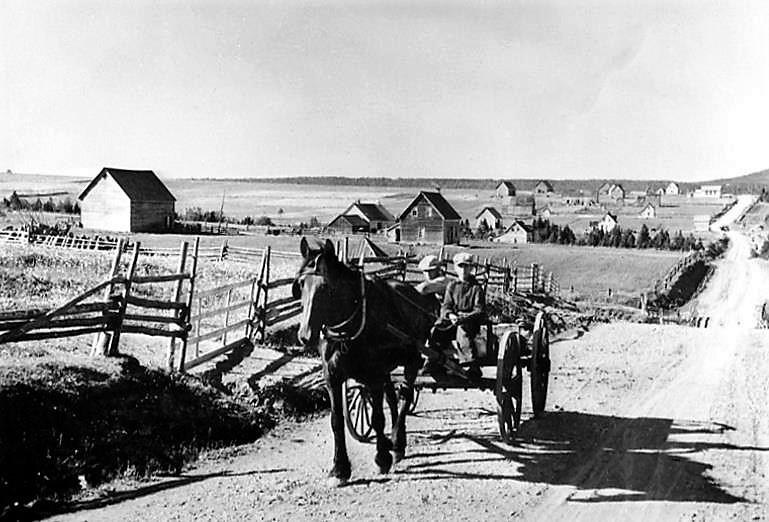
2e rang, 1943

## Démographie
| 1871  | 1881  | 1891  | 1901  | 1911  | 1921  |
| ----- | ----- | ----- | ----- | ----- | ----- |
| 1 533 | 1 490 | 1 800 | 2 294 | 2 510 | 2 503 |

| 1931  | 1941  | 1951  | 1956  | 1961  | 1966  |
| ----- | ----- | ----- | ----- | ----- | ----- |
| 1 735 | 2 527 | 2 017 | 2 140 | 1 986 | 1 649 |

## Attraits
Fait partie du patrimoine culturel du Québec le secteur du phare de Cap d'Espoir.
L'ancienne église anglicane St. James construite en 1845 a été désacralisée en 2011 et accueille depuis 2017 la distillerie La Société secrète.
L'église catholique Saint-Joseph, qui est centenaire, a été détruite par le feu en 1994, remplacée depuis par un bâtiment plus modeste.
Et la beurrerie.